# Parki narodowe w Maroku
Parki narodowe w Maroku – obszary prawnie chronione na terenie Maroka, wyróżniające się różnorodnością biologiczną, występowaniem formacji geologicznych o szczególnym znaczeniu oraz walorami krajobrazowymi i kulturowymi.
W Maroku znajduje się 10 parków narodowych (stan na czerwiec 2020 roku).

## Historia
W 1917 roku wydano dekret królewski (dahir) ochronie i ochronie lasów, a w 1934 roku o tworzeniu parków narodowych. Misję zachowania zasobów naturalnych Maroka poprzez gospodarkę leśną oraz tworzenie parków narodowych i rezerwatów przyrody powierzono Zarządowi Gospodarki Wodnej i Leśnej.
Parki narodowe obejmują ochroną obszary przyrody wyróżniające się różnorodnością biologiczną, występowaniem formacji geologicznych o szczególnym znaczeniu oraz walorami krajobrazowymi i kulturowymi.
Pierwszy park – Park Narodowy Tubkalu – powstał 19 stycznia 1942 roku. Do 1994 roku utworzono cztery parki. W 1996 roku opracowano master plan dla obszarów chronionych, który zawierał listę 154 obszarów i przewidywał nadanie statusu parku narodowego 12 z nich. Master plan jest stopniowo wdrażany – w 2004 roku powołano do życia kolejne cztery parki. W 2006 roku powstał pierwszy park na Saharze – Park Narodowy Khenifiss. Ostatni park założono w 2008 roku – Park Narodowy Khenifra. W 2010 roku ogłoszono ustawę o obszarach chronionych.
Wszystkie obszary chronione w Maroku zarządzane są przez Wysoką Komisję ds. Gospodarki Wodnej i Leśnej oraz Walki z Pustynnieniem (fr. Haut Commissariat aux Eaux Forêts et à la Lutte contre la Désertification).

## Parki narodowe
Poniższa tabela przedstawia marokańskie parki narodowe:
Nazwa parku narodowego – polska nazwa wraz z nazwą w języku francuskim;
 Rok – rok utworzenia/poszerzenia parku;
Powierzchnia – powierzchnia parku w km²;
Położenie – region;
Uwagi – informacje na temat statusu rezerwatu biosfery UNESCO, posiadanych certyfikatów, przyznanych nagród i wyróżnień międzynarodowych itp.
| Lp. | Zdjęcie | Nazwa parku narodowego                                                          | Rok  | Powierzchnia [km²] | Położenie                | Uwagi |
| --- | ------- | ------------------------------------------------------------------------------- | ---- | ------------------ | ------------------------ | --- |
| 1.  |         | Park Narodowy Tubkalu Parc national de Toubkal                                  | 1942 | 380                | Marrakesz-Safi           | |
| 2.  |         | Park Narodowy Tazakka Parc national de Tazekka                                  | 1950 | 137,37             | Fez-Meknes               | |
| 3.  |         | Park Narodowy Souss-Massa Parc National de Souss-Massa                          | 1991 | 338                | Sus-Massa-Dara           | Wpisany na listę konwencji ramsarskiej |
| 4.  |         | Park Narodowy Iriqui Parc national d’Iriqui                                     | 1994 | 1,230              | Dara-Tafilalt            | |
| 5.  |         | Park Narodowy Al Hoceima Parc national d’Al Hoceïma                             | 2004 | 470                | Tanger-Tetuan-Al-Husajma | |
| 6.  |         | Park Narodowy Talassemtane Parc national de Talassemtane                        | 2004 | 600                | Tanger-Tetuan-Al-Husajma | Wpisany w 1998 roku na marokańską listę informacyjną UNESCO – listę obiektów, które Maroko zamierza rozpatrzyć do zgłoszenia do wpisu na listę światowego dziedzictwa; część Międzykontynentalnego Rezerwatu Biosfery Morza Śródziemnego. |
| 7.  |         | Park Narodowy Ifrane Parc national d’Ifrane                                     | 2004 | 518                | Fez-Meknes               | Lac d’Afennourir na terenie parku jest wpisane na listę konwencji ramsarskiej |
| 8.  |         | Park Narodowy Zachodniego Atlasu Wysokiego Parc national du Haut-Atlas oriental | 2004 | 490                | Meknes-Tafilalt          | Jeziora Isli i Tislit na terenie parku są wpisane na listę konwencji ramsarskiej |
| 9.  |         | Park Narodowy Khenifiss Parc National Khenifiss                                 | 2006 | 1850               | Meknes-Tafilalt          | Wpisany w 1998 roku na marokańską listę informacyjną UNESCO – listę obiektów, które Maroko zamierza rozpatrzyć do zgłoszenia do wpisu na listę światowego dziedzictwa; zatoka Khenifiss jest wpisana na listę konwencji ramsarskiej       |
| 10. |         | Park Narodowy Khenifra Parc National Khenifra                                   | 2008 | 935                | Meknes-Tafilalt          | |